# Персі Мейзер
Персі Каннінгем Мейзер (Percy Cunningham Mather; 9 грудня 1882 — 24 травня 1933) — англійський місіонер, піонер британського протестантського місіонерства у Китаї, другий місіонер Китайської внутрішньої місії в Сіньцзяні.

## Біографія
Мейзер народився у Флітвуді, Ланкашир, Англія, у 1884 році, в сім'ї залізничного службовця та ірландської медсестри. Спершу він пішов на залізничну службу, як і його батько. У 1903 році він був навернений у християнство пастором Дж. Г. Доддрелом з Весліанської методистської церкви. Незабаром Мейзер став учителем недільної школи та місцевим проповідником. Він вирішив поїхати до Китаю після того, як фінансово допоміг своїй сестрі отримати освіту.
У 1910 році Мейзер прибув до Шанхаю, а потім перемістився вгору по річці Янцзи, де відвідав мовну школу у Аньціні. Після цього деякий час служив у Нінгуо в провінції Аньхой. Потім він добровольцем приєднався до місії Джорджа Гантера в Урумчі у Сіньцзяні, прибувши туди в 1914 році. До 1926 року вони подорожували по Сіньцзяні і Зовнішній Монголії. Мейтер з усією душею долучився до роботи, але його особлива увага була спрямована на монголів. Він швидко почав вивчати монгольську мову, але єдиний монгольський вчитель, якого він міг знайти в місті, був у місцевій в'язниці. Пізніше він розробив граматику та словник ойратської мови, а також граматику та словник маньчжурської мови, але вони так і не були опубліковані, і незрозуміло, що сталося з рукописами.
Після інтенсивних медичних досліджень, перебуваючи у відпустці в 1927 році, Мейзер повернувся до Китаю, щоб зосередитися на медичній роботі, а також на перекладах, граматиках і словниках монгольських мов.
Мейзер був залучений у бойові дії в Китаї під час громадянської війни, і його звинуватили в політичних інтригах. Він помер 24 травня 1933 року від тифу під час облоги Урумчі, доглядаючи за людьми, пораненими під час Кумульського повстання під керівництвом Ма Чжун'їна. Похований в Урумчі.